# Милош Дудић
Милош Дудић Миша (Клинци, код Ваљева, 15. август 1915 — Шековићи, јануар 1944) био је учесник Народноослободилачке борбе и народни херој Југославије.

## Биографија
Рођен је 15. августа 1915. године у селу Клинци, код Ваљева. Потиче из земљорадничке породице. Милошев отац Драгојло, био је члан КП Југославије од 1920. године и активни учесник Народноослободилачке борбе, погинуо је, новембра 1941. године, на функцији председника Главног Народноослободилачког одбора Србије.
После завршене гимназије у Ваљеву, уписао је Војну академију у Београду. Рат га је затекао као поручника југословенске краљевске војске. После капитулације Краљевине Југославије успео је да избегне заробљaвање и дошао у родно село.
Заједно са оцем Драгојлом, који је тада био члан Окружног комитета КПЈ за Ваљево, активно је учествовао у организовању устанка. Јуна 1941. године постао је командант Азбуковачке партизанске чете, а затим Рађевског батаљона Ваљевског партизанског одреда. Члан Комунистичке партије Југославије је од новембра 1941. године.
У новембру 1941, када се после Прве непријатељске офанзиве главнина партизанских јединица повукла у Санџак, Милош је остао у Мачви као командант Сувоборског партизанског одреда.
Марта 1943. године постао је командант Ваљевског партизанског одреда, а неколико месеци касније заменик команданта Прве шумадијске бригаде. Новембра 1943. његова бригада кренула је у Санџак, да се прикључи Другој пролетрској дивизији. На том путу је, 4. децембра 1943. године, учествовала у бици за Пријепоље. Милош је током те борбе тешко рањен.
Борци су га носили преко Озрена и Коњуха до Централне болнице НОВЈ, али је од последица тешког рањавања преминуо средином јануара 1944. године у Шековићима.
Одлуком Председништва Антифашистичког већа народног ослобођења Југославије (АВНОЈ), а на предлог Врховног команданта Југословенске армије маршала Јосипа Броза Тита за „осведочена херојска дела на бојном пољу и херојско држање пред непријатељем“ проглашен је за народног хероја 25. септембра 1944. године. Истом одлуком за народне хероје проглашени су и други истакнути партизански борци и руководиоци устанка у Србији 1941. године — Филип Кљајић Фића, Ратко Митровић, Душан Јерковић и Милан Илић Чича.

## Галерија
- Спомен-биста у Парку Виде Јоцић у Ваљеву
- Орден народног хероја